# Ministère des Affaires étrangères (Érythrée)
Le ministère des Affaires étrangères de l'Érythrée est un ministère du gouvernement qui supervise les relations extérieures de l'Érythrée. L'actuel ministre est Osman Saleh, depuis 2007.

## Liste des ministres des Affaires étrangère érythréen
| nom                   | années de service |
| --------------------- | ----------------- |
| Mahmud Ahmed Sherifo  | 1993-1994         |
| Petros Solomon        | 1994-1997         |
| Haile Woldense (en)   | 1997-2000         |
| Ali Said Abdella (en) | 2000-2005         |
| Mohamed Omer (en)     | 2005-2007         |
| Osman Saleh           | Depuis 2007       |